# Comté de Cimarron
Pour les articles homonymes, voir Cimarron.
Le comté de Cimarron est un comté situé dans l'extrême ouest de l'État de l'Oklahoma aux États-Unis fondé en 1907. Le siège du comté est Boise City. Selon le recensement des États-Unis de 2010, sa population est de 2 475 habitants, estimée, en 2017, à 2 154 habitants, ce qui en fait le comté le moins peuplé de l'État.
C'est un des trois comptés de la Panhandle de l'Oklahoma.

## Comtés adjacents
|                               | Comté de Baca Colorado | Comté de Morton Kansas  |
| Comté d'Union Nouveau-Mexique | comté de Cimarron      | Comté de Texas Oklahoma |
|                               | Comté de Dallam Texas  | Comté de Sherman Texas  |

## Démographie
Lors du recensement de 2010, le comté comptait une population de 2 475 habitants. En 2020, la population est estimée à 2 296 habitants.

Pyramide des âges du comté de Cimarron (2000).

## Principales villes
- Boise City
- Keyes
- Felt
- Kenton